# Застава (Нижегородская область)
Заста́ва — деревня в Вачском районе Нижегородской области. Входит в состав Чулковского сельсовета.
В прошлом — деревня Красненского прихода Загаринской волости Муромского уезда Владимирской губернии. Находится на расстоянии около 2 км на юго-юго-запад от села Чулково.

## Из истории
- В окладных книгах Рязанской епархии за 1676 год в составе прихода села Красно упоминается деревня Застава, в которой 8 дворов крестьянских.
- В 1850 году Застава входила в состав владений князя Сергея Григорьевича Голицына.
- В «Историко-статистическом описании церквей и приходов Владимирской Епархии» за 1897 год сказано, что в Заставе 28 дворов.
- В 1940-х годах в Заставе был колхоз имени 2-й пятилетки[2].

## Население
| 1859 | 1905 | 1926 | 1999 | 2002 | 2010 |
| ---- | ---- | ---- | ---- | ---- | ---- |
| 161  | ↘112 | ↗161 | ↘5   | ↘2   | ↗6   |

## Застава сегодня
Зимой деревня необитаема и по мнению газеты «Нижегородские новости» может прекратить своё существование в ближайшие годы. По данным на лето 2010 года в деревне остался один жилой дом.
Добраться до Заставы можно по автодороге Р125 Муром — Нижний Новгород, повернув у Федурино (рядом с поворотом на Вачу) в сторону Чулково, проехав по асфальтированной дороге около 15 км и ещё немного по просёлочной дороге.